# Tramlijn Groningen - Eelde
De tramlijn Groningen - Eelde is een voormalige streektramlijn van de Tramweg-Maatschappij Groningen - Paterswolde - Eelde.

## Geschiedenis
De tramlijn werd op 5 juni 1896 als paardentram geopend. Vanaf 1921 werd de tram getrokken door een Ford-truck, omdat het gebruik van paarden te kostbaar werd. De auto kon 2 tot 3 wagens trekken met een snelheid van 20 km/h. De auto gebruikte slechts 1 liter benzine op 5 kilometer en de benzine kostte slechts een tiende van wat de paarden aan voeding en stalling kostten. Door het gebruik van de Ford duurde een rit nog maar 35 minuten. Een bijkomend voordeel van de Ford-truck was, dat in de laadbak fietsen konden worden meegenomen. In 1929 werd de tractortram opgeheven en ging het hele vervoer per autobus.

## Materieel
Op deze tramlijn zijn in totaal een achttal paardentramrijtuigen ingezet. Bij opening van de lijn in 1895 was een zestal rijtuigen beschikbaar. Rijtuigen 1 - 4 waren gebouwd door het Belgische Métallurgiques en kenden 16 zitplaatsen. Rijtuigen 5 en 6 waren van dezelfde fabrikant maar iets langer en kenden 20 zitplaatsen. Rijtuig 7 en 8 werden in 1902, respectievelijk 1909 in gebruik genomen. Dit waren open rijtuigen met 24 zitplaatsen. Fabrikant was Brukker, mogelijk J. Brukker uit Groningen.